# استان پاستاسا
استان پاستاسا (به اسپانیایی: Provincia de Pastaza) یک استان در اکوادور است. استان پاستاسا ۲۹٬۶۴۱٫۳۷ کیلومتر مربع مساحت و ۸۳٬۹۳۳ نفر جمعیت دارد.